# Commissario per i diritti umani del Consiglio d'Europa
Il Commissario per i diritti umani è un'istituzione indipendente e imparziale del Consiglio d'Europa, che ha per mandato di promuovere il rispetto dei diritti umani nei 47 Stati membri dell'Organizzazione. Il Commissario attuale, Michael O’Flaherty, ha preso funzione il 1º aprile 2024, succedendo a Dunja Mijatović.
Eletto dall'Assemblea parlamentare del Consiglio d'Europa, il Commissario stabilisce un dialogo permanente con le autorità degli Stati membri, aumentando la sensibilizzazione in materia di diritti umani e promuovendo lo sviluppo di strutture nazionali per i diritti umani. Il Commissario realizza visite nei vari paesi del Consiglio d'Europa al fine di valutare la situazione dei diritti umani, e produce rapporti, opinioni e raccomandazioni indirizzati principalmente ai governi.
Il Commissario collabora con vari partner, tra cui l'Unione europea, le Nazioni Unite e le sue agenzie, organizzazioni non-governative, università e think tank.

## Mandato
Il mandato del Commissario è stabilito dalla Risoluzione (99) 50 del Comitato dei Ministri del Consiglio d'Europa (adottata il 7 maggio 1999). Tra i compiti del Commissario, ci sono i seguenti:
- foster the effective observance of human rights, and assist member states in the implementation of Council of Europe human rights standards;
- promote education in and awareness of human rights in Council of Europe member states;
- identify possible shortcomings in the law and practice concerning human rights;
- facilitate the activities of national ombudsperson institutions and other human rights structures; and
- provide advice and information regarding the protection of human rights across the region»

- promuovere il rispetto dei diritti umani, e assistere gli Stati membri nelle messa in pratica degli standard del Consiglio d’Europa;
- promuovere l’educazione e la presa di coscienza dei diritti umani negli Stato membri;
- identificare le lacune nella legislazione e nella pratica in material di diritti umani;
- facilitare le attività delle strutture nationali per i diritti umani; e
- fornire consigli e informazioni riguardo alla protezione dei diritti umani in Europa.»

(Consiglio d'Europa, Mandate of the Commissioner for Human Rights)
Gli Stati membri sono obbligati di facilitare il lavoro del Commissario durante le sue visite nei Paesi e di fornire in tempo utile le informazioni richieste dal Commissario. Il Commissario deve agire in maniera indipendente e imparziale e può attivarsi sulla base di informazioni pertinenti alle sue funzioni.
Il Commissario non può occuparsi di casi individuali. Può contattare direttamente i governi degli Stati membri del Consiglio d'Europa e pubblicare raccomandazioni, opinioni e rapporti
L'articolo 36 della Convenzione europea per la salvaguardia dei diritti dell'uomo e delle libertà fondamentali prevede la possibilità per il Commissario d'intervenire presso la Corte europea dei diritti dell'uomo.

## Elezione
Il Commissario è eletto dall'Assemblea Parlamentare del Consiglio d'Europa sulla base di una lista di tre candidati presentata dai governi degli Stati membri
In base alla Risoluzione (99) 50, i candidate devono essere delle personalità eminenti, che hanno fatto prova di alti valori etici e esperienza nei diritti umani, oltre che una chiara adesione ai valori del Consiglio d'Europa. Devono anche avere l'autorevolezza necessaria per compiere la propria missione. Durante il mandato, il Commissario non può partecipare ad attività incompatibili con la sua funzione a tempo pieno.
Il mandato del Commissario dura sei anni e non è rinnovabile.

## Attività
Visite nei paesi e dialogo con le autorità nazionali e la società civile 
Il Commissario compie visite in tutti gli Stati membri al fine di monitorare e valutare la situazione dei diritti umani. Durante le visite, incontra le più alte autorità del governo, del parlamento e del sistema giudiziario. Altri incontri sono organizzati con le strutture nazionali per la protezione e promozione dei diritti umani e con i rappresentanti della società civile. Discute anche con altre persone e visita luoghi d'interesse per I diritti umani, quali prigioni, ospedali psichiatrici, centri per richiedenti asilo, scuole, orfanotrofi.
In seguito alla visita, un rapporto o una lettera può essere inviato alle autorità del paese, con una valutazione della situazione dei diritti umani e delle raccomandazioni per colmare le lacune riscontrate nella legislazione e nella pratica. Il Commissario può anche intervenire davanti alla Corte europea dei diritti umani, sia attraverso un contributo scritto sia partecipando a un'udienza.
Attività tematiche e assistenza dell'adempimento sistematico dei diritti umani 
Il Commissario lavora su temi centrali della protezione dei diritti umani in Europa. Fornisce anche assistenza e informazioni sulle attività di prevenzione delle violazioni e produce opinioni, documenti tematici e rapporti.
Attività di sensibilizzazione 

Il Commissario promuove la sensibilizzazione in materia di diritti umani negli Stati membri, organizzando e partecipando a seminari ed eventi su vari temi pertinenti alla sua azione. Il Commissario mantiene un dialogo permanente con i governi, la società civile e le istituzioni educative con l'obiettivo di aumentare la conoscenza dei diritti umani nella pubblica opinione. Contribuisce inoltre al dibattito e alla riflessione su temi attuali rilevanti per i diritti umani attraverso le relazioni con la stampa, la pubblicazione di articoli e documenti tematici.
Durante le sue visite negli Stati membri, il suo lavoro tematico e le attività di sensibilizzazione, il Commissario presta un'attenzione specifica alla difesa degli attivisti dei diritti umani ed è impegnato nella collaborazione con altri organi e meccanismi del Consiglio d'Europa e di alter organizzazioni internazionali,  tra cui le Nazioni Unite e le loro agenzie, l'Unione europea e l'Organizzazione per la sicurezza e la cooperazione in Europa (OSCE). L'Ufficio del Commissario collabora inoltre con le strutture nazionali per la promozione e protezione dei diritti umani, le organizzazioni non-governative, le Università e i think tanks.